# Доситејев врт
Доситејев врт, годишњак Задужбине “Доситеј Обрадовић“ - часопис специјализован за 18. век, намењен је публиковању радова из свих области истраживања Доситејевог дела као и српске и других култура 18. века повезаних са Доситејевим деловањем. 

## О часопису
Задужбина "Доситеј Обрадовић" издавач је часописа Доситејев врт чијим годишњим активностима, везаним за популаризовање Доситејевог дела , је посвећена засебна рубрика – Летопис Задужбине Доситеј Обрадовић.

### Периодичност излажења
Излази од 2013. године једанпут годишње. 

## Уредници
Главна уредница часописа је професорка српске књижевности 18. и 19. века на Филолошком факултету у Београду, др Драгана Вукићевић
Чланови Уредништва су:
- академик Марио Капалдо из Италије (предавач словенске филологије на Универзитету у Риму);
- Марија Рита Лето, (професор славистике на Универзитету „Gabriele d’Anuncio“ у Пескари; преводилац Доситеја и ауторка бројних стручне студије и књиге о њему);
- професор Роберт Ходел (немачки слависта који је превео дела Доситеја, Андрића, Михаиловића, Настасијевића);
- Мирослав Тимотијевић, ред. проф. на Филозофском факултету у Београду,
- Љиљана Бајић, ред. проф на Филолошком факултету у Београду,
- Марија Бишоф (уредник програма у Културно-просветној заједници Србије)
- Александра Угреновић, асистент на Филолошком факултету у Београду

## Аутори прилога
Аутори прилога су проучаваоци књижевности и културе 18. века, универзитетски професори, компаратисти, историчари књижевности, филолози... 
У првим бројевима највећи допринос су дали италијански и српски компаратисти (студије Снежане Милинковић, Николета Кабаси, Персида Лазаревић Ди Ђакомо, Моника Фин...).
Посебна рубрика се односи на просветитељство у другим земљама (радови слависта Петра Буњака и Александре Корде Петровић). 
О семиотици свакодневице, историји одевања, изгледу градова, вртова, кући у којој је становао Доситеј писали су Лада Ускоковић, Марија Митровић, Карин Есман Кнудсен, Стеван Бугарски.
Доситејево време се проучава из различитих углова: кроз историју филозофске мисли (рад Слободана Жуњића), историју језика (студија Александра Милановића), историју жанра (радови Татјане Јовићевић, Александра Пејчића, Смиљане Ђорђевић, Исидоре Поповић, Милијане Симоновић). 
Путописни и имаготипски аспекти тема су имаголога Владимира Гвоздена Моћ, жанр, субјект – неколико напомена о европским путничким и Томаша Евертовског који је у Доситејевом врт објавио ексклузиван текст Слика Кине у тајној информацији о снази и стању Кинеског царства Саве Владисављевића написан после његовог путовања у Кину.
У рубрици Доситејеви читаоци сабрани су прикази младих проучавалаца Доситејевог дела запослених на факултетима, институтима или у Матици српској (то су радови Ненада Ристовића, Александре Угреновић, Ане Живковић, Драгане Грбић, Игора Перишића, Милице Ћуковић, Драгане Белеслијин, Јелене Марићевић.
У часопису се објављују и портрети добитника награде Доситеј Обрадовић за животно дело (студија Јована Н. Грујића О Владети Јеротићу и његовом делу или Владимира Јовановића о Бисерки Цвејић) као и заборављени књижевни прилози (напомене о Теодору Радичевића из пера професора Српске књижевности 18. и 19. века Душана Иванића), синтетичке студије о ранијим проучавањима Доситеја новосадског професора Николе Грдинића као и емпиријска истраживања будућих предавача у школама (истраживања Биљане Јовановић, Милана Потребића, Невене Жупањац).

## Теме
- Доситеј Обрадовић – живот и дело
- Доситеј Обрадовић и његови савременици
- Рецепција и актуелност дела Доситеја Обрадовића
- Књижевност, култура и историја 18. века
- Семиотика свакодневице у 18. веку

## Електронски облик часописа
Електронска верзија часописа може се преузети са сајта Задужбине „Доситеј Обрадовић“ у Београду, у ПДФ формату.